# Carlo Francesco Thaon di Revel

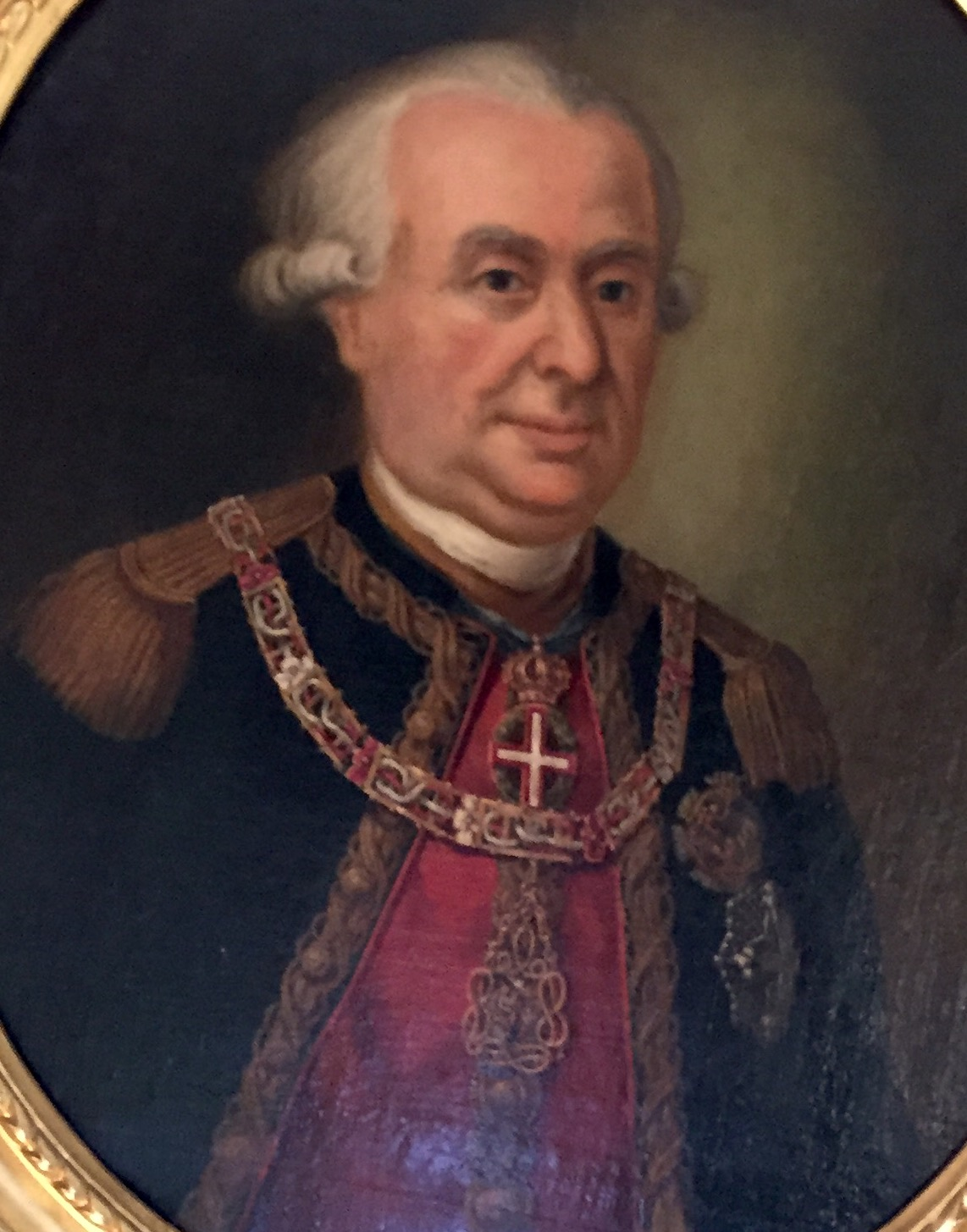
Carlo Francesco Thaon di Revel

Carlo Francesco Thaon, marchese di Revel, conte di Sant’Andrea (auch Charles-François Thaon de Revel, * 28. Februar 1725 in Nizza; † 14. Dezember 1807 in Cagliari) war ein General und Vizekönig des Königreiches Sardinien-Piemont.

## Leben
Carlo Francesco Thaon di Revel di Sant’Andrea stammte aus einer alten Adelsfamilie aus der Grafschaft Nizza, die damals noch zu Sardinien-Piemont gehörte. Er absolvierte die Militärakademie in Turin und diente zunächst im Infanterieregiment Saluzzo, dann im Regiment La Marina (ehemals Nizza), mit dem er im Österreichischen Erbfolgekrieg kämpfte und dessen Kommandeur er 1771 wurde. 1772 mit dem Ritterorden der hl. Mauritius und Lazarus
ausgezeichnet, wurde er 1774 Brigadier und 1780 Generalmajor. Von 1781 bis 1787 war Thaon di Revel Militärbefehlshaber in der Grafschaft Nizza, anschließend war er als Generalleutnant bis 1790 Vizekönig auf Sardinien und danach Gouverneur von Tortona, Asti und Turin. Zwischen 1792 und 1796 führte er in den Westalpen Militärverbände im Kampf gegen französische Revolutionstruppen, wobei er sich im Juni 1793 bei der Verteidigung des Authion-Massivs auszeichnete. 1796 erfolgte die Beförderung zum General der Infanterie, vier Jahre später erhielt er den Annunziaten-Orden.
Nach der napoleonischen Besetzung des Piemonts, in deren Zug er kurz in französische Gefangenschaft geriet und aus derselben von den Bürgern Susas befreit wurde, begab sich Thaon di Revel nach Sardinien, wohin sich auch König Karl Emanuel IV. zurückgezogen hatte. 1806 noch zum Großmeister der Artillerie befördert und nochmals kurz zum Vizekönig der Insel ernannt, starb er dort im Dezember 1807. Sein erstgeborener Sohn Giuseppe wurde General und erster Generalkommandant der Carabinieri, der zweite Sohn Ignazio wurde Offizier, Diplomat, Latinist und Schriftsteller. Ein Enkel Ignazios war der italienische Großadmiral Paolo Thaon di Revel.